# Cyrpoptus ferruginosus
Cyrpoptus ferruginosus är en insektsart som beskrevs av Stsl 1869. Cyrpoptus ferruginosus ingår i släktet Cyrpoptus och familjen lyktstritar. Inga underarter finns listade i Catalogue of Life.